# Discography of American Historical Recordings
La Discography of American Historical Recordings (DAHR) es un catálogo de base de datos de grabaciones maestras realizadas por compañías discográficas estadounidenses durante la era del 78 rpm. La era del 78 rpm fue el período en el que los discos planos se reproducían a una velocidad de 78 revoluciones por minuto. El DAHR proporciona algunas de estas grabaciones originales, de forma gratuita, mediante transmisión de audio, junto con acceso a los catálogos de producción de esas mismas empresas. DAHR es parte del Proyecto de Discografía Estadounidense (ADP) y está financiado y operado en asociación por la Universidad de California, Santa Bárbara, el Fondo Nacional de Humanidades, y el Instituto de Humanidades Packard.

## Catálogo de bases de datos
El catálogo de la base de datos se basa principalmente en materiales almacenados por los sucesores de las productoras originales, con algunas investigaciones adicionales. También se utilizan catálogos elaborados por especialistas.
- Los lanzamientos de Victor Talking Machine Company, incluidas las grabaciones de RCA-Victor, se realizaron en los Estados Unidos y en Centro y Sudamérica antes de 1939. Esto incluye grabaciones de audio que se alquilaron del catálogo de grabaciones de Gramophone Company. (Fuentes: Sony Music Entertainment Archive y la Universidad de California, Santa Bárbara).[6]
- Grabaciones para el sello Columbia Records, realizadas entre 1901 y 1934. (Fuente: Discografía de Columbia Master Book de Tim Brooks y Brian Rust).
- Publicaciones de la Berliner Gramophone Company de 1892 a 1900. (Fuente: Berliner Gramophone Records: American Issues 1892-1900 por Paul Charosh).
- Edison Records imprime lanzamientos de Diamond Disc y Needle Type entre 1918 y 1934. (Fuentes primarias y secundarias proporcionadas por el Parque Histórico Nacional Thomas Edison).
- Impresiones del sello OKeh Records, que se realizaron entre 1918 y 1934. (Fuente: Discografía de OKeh Records 1918-1934 de Ross Laird y Brian Rust).
- Lanzamientos de Zonophone Records. (Fuentes: Discografías The American Zonophone Discography: Volumen I, series populares de diez y doce pulgadas (1904-1912) y The American Zonophone Discography: Volumen II, series de siete, nueve y diez pulgadas (catálogo general, 1900-1905), este último inédito, ambos preparados por William R. Bryant y Allan Sutton).
- Grabaciones realizadas por Decca Records entre 1934 y 1974 (Fuente: The Decca Labels: A Discography by Michael Ruppli).
- Publicaciones del sello Brunswick Records. (Fuente: Brunswick Records: una discografía de grabaciones, 1916-1931 de Ross Laird).
- Lanzamientos de Leeds & Catlin Records. (Fuente: Leeds & Catlin Records de William R. Bryant y Allan Sutton).

## Nacional Jukebox
El Proyecto de Discografía Estadounidense está asociado con el Proyecto Nacional Jukebox de la Biblioteca del Congreso. Como resultado, las grabaciones de Victor Talking Machine Company de 1900 a 1925, y otras grabaciones digitalizadas por la Universidad de California, Santa Bárbara, están disponibles en el National Jukebox.